# Płetwa (Morsko)

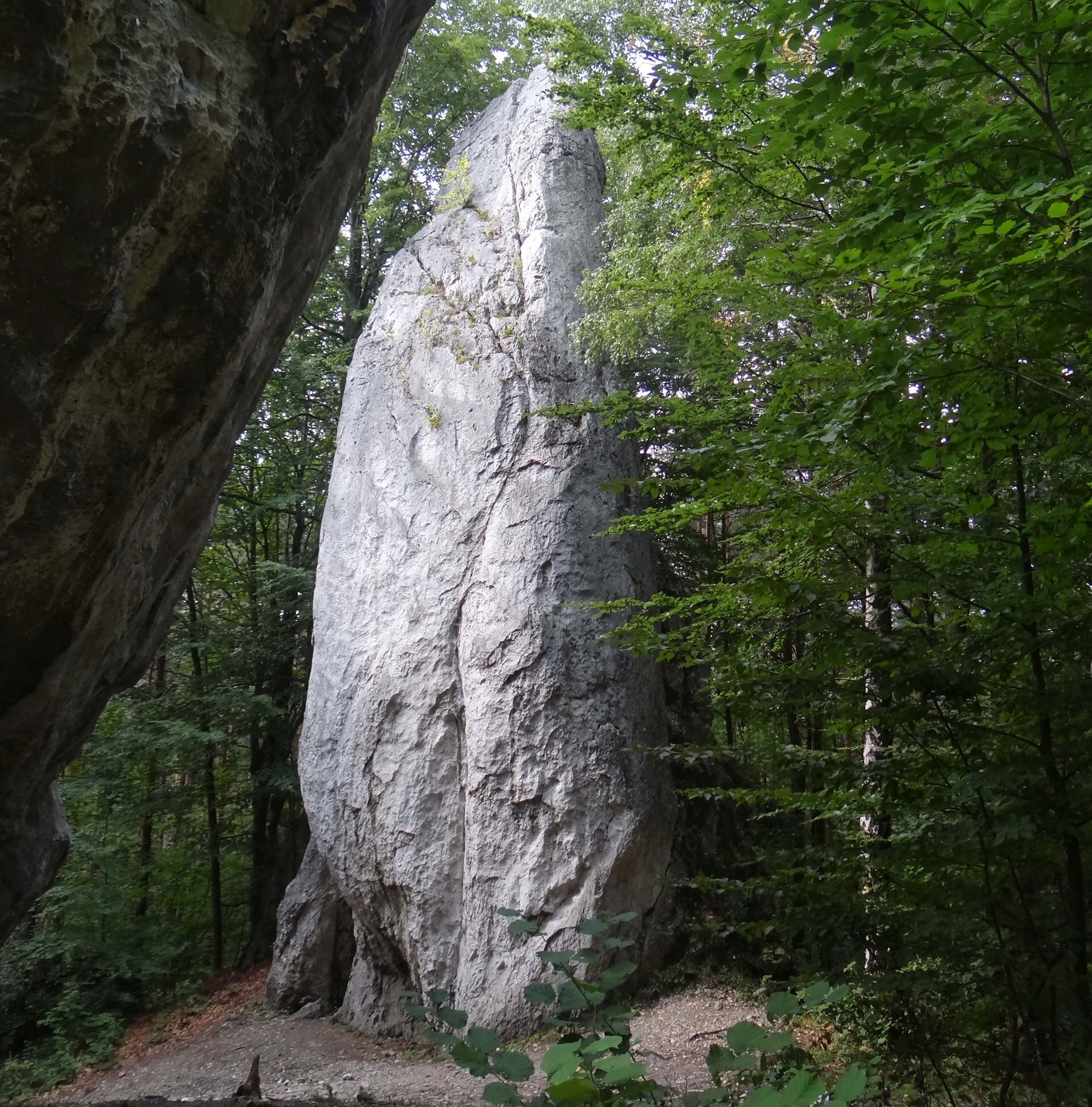
Popielarka i płrtwa (po prawej stronie)

Płetwa – skała na Wyżynie Częstochowskiej, znajdująca się w lesie po północnej stronie zabudowanego rejonu wsi Morsko, w odległości około 700 m na zachód od Zamku w Morsku. Wraz ze znajdująca się w jej sąsiedztwie dużo większą skała Popielarka należą do grupy Skał Morskich. Obydwie skały znajdują się w odległości około 200 m na północ od drogi leśnej. Od drogi tej prowadzi do nich nieznakowana ścieżka. 
Płetwa to zbudowana z wapienia skała o wysokości do 15 m, ścianach połogich, pionowych lub przewieszonych. Jest obiektem wspinaczki skalnej. Wspinacze poprowadzili na niej 5 dróg wspinaczkowych o trudności IV+ – VI.4+ w skali Kurtyki i długości 15 m. Jest też projekt nowej drogi. 4 drogi posiadają dobrą asekurację.